# Junji Itō

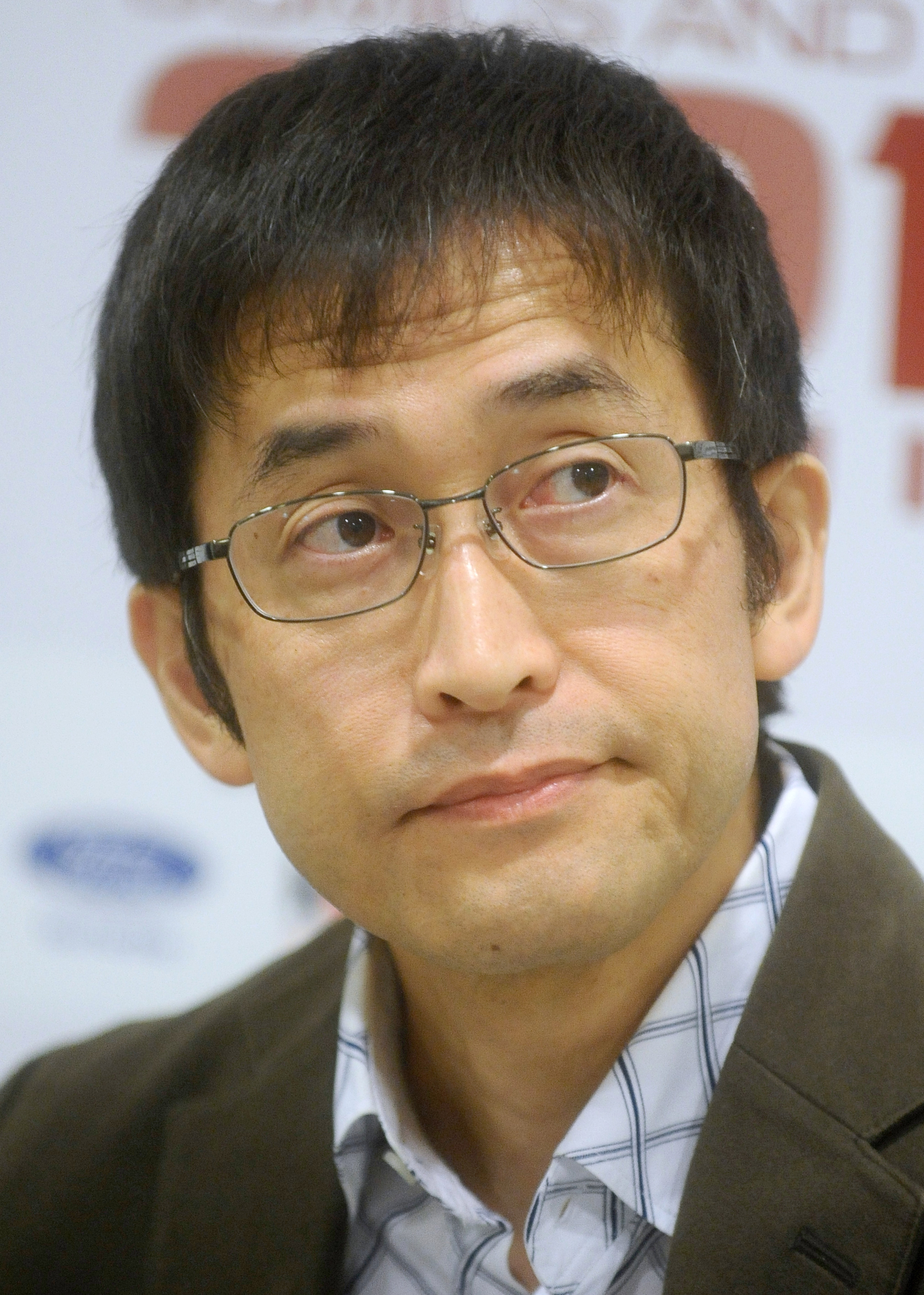
Junji Ito - Lucca Comics & Games 2018

Junji Itō (jap. 伊藤 潤二, Itō Junji; * 31. Juli 1963 in der Präfektur Gifu, Japan) ist ein japanischer Manga-Zeichner. Er ist durch seine Horrormanga bekannt geworden, darunter Uzumaki und Tomie. Er hat bereits über 30 Bücher veröffentlicht.
Itō war als Kind von Kazuo Umezus Horror-Mangas begeistert und nannte diesen Mangaka später auch seinen Haupteinfluss. 1987, als er als Zahntechniker angestellt war, nahm er bei einem Wettbewerb des Gekkan Halloween-Magazins teil, einem Horror-Manga-Magazin für jugendliche Mädchen, und gewann durch diese Teilnahme den Umezu-Preis, einen Nachwuchspreis für Horror-Zeichner. Noch im selben Jahr begann er seine Manga-Serie Tomie über ein Mädchen, das unsterblich ist und durch ihre Schönheit die Männer zum Wahnsinn treibt. Tomie wurde später fortgesetzt, umfasst mehrere Bücher und wurde später zu einer Serie. Es folgten weitere Arbeiten für die Horror-Magazine des Asahi-Sonorama-Verlages, Gekkan Halloween und Nemuki. Diese kamen jedoch alle nicht an die Länge von Tomie heran und waren meist Kurzgeschichten oder kurze Serien.
Gegen Ende der 1990er Jahre begann er, erstmals auch für die Mainstream-Magazine von Shōgakukan, einen der größten Manga-Verlage, zu zeichnen. Für das Magazin Big Comic Spirits schuf er von 1998 bis 1999 mit der ungefähr 570 Seiten in drei Sammelbänden umfassenden Serie Uzumaki eines seiner bekanntesten Werke. In dieser geht es um eine Jugendliche, die in einer Stadt lebt, deren Bewohner eine unnatürliche Affinität zu Spiralen entwickeln. Die Bewohner sind besessen von den Spiralen und werden verrückt. Von 2001 bis 2002 erschien Gyo (ギョ), in dem laufende Fische ein Liebespärchen verfolgen.
Der Zeichner veröffentlicht allerdings auch weiterhin bei Asahi Sonorama. Von 2002 bis 2003 kreierte er für Nemuki die Serie Yami no Koe (闇の声). Für dasselbe Magazin zeichnet er regelmäßig Kurzgeschichten.
Sein Werk wird ins Englische, Italienische, Portugiesische, Französische und Deutsche übersetzt. Die deutschen Ausgaben erscheinen seit 2019 in unregelmäßiger Reihenfolge im Carlsen-Verlag. Seit 1999 sind mehrere seiner Mangas als Realfilme umgesetzt worden; vor allem die sieben Verfilmungen von Tomie sowie der Uzumaki-Film waren erfolgreich.
Neben Kazuo Umezu zählt Itō die Manga-Zeichner Hideshi Hino und Shinichi Koga sowie die Schriftsteller Yasutaka Tsutsui und H. P. Lovecraft zu seinen Einflüssen. Masanao Amano urteilte, seine Werke seien „wunderschön gezeichnet“ und die Atmosphäre sei „albtraumartig unerträglich“. Er führte aus, er habe „einen ganz eigenen Stil, bei dem inmitten des Horrors irgendwo auch Komik erkennbar ist.“